# Cresta ilíaca

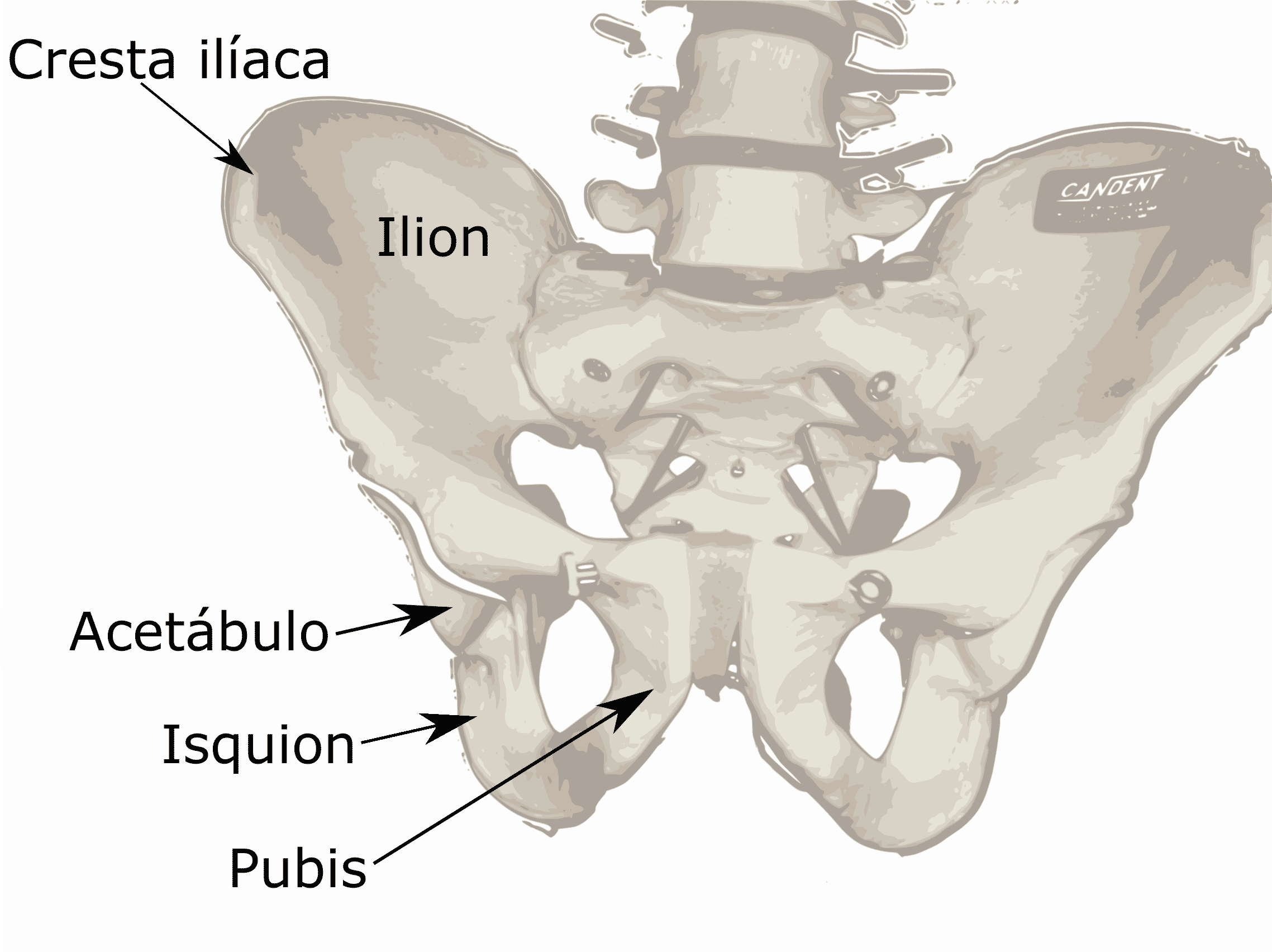
Localització de la cresta ilíaca en la pelvis.

La cresta ilíaca és el nom de la vora superior de l'ala de l'ílium que s'estén fins al marge de la pelvis major. La cresta ilíaca és palpable tant en un mascle com en una femella en tota la seva extensió, de forma general convexa i lleument corbada o sinuosa amb concavitat interna en el front i cap enfora per darrere. Deixa en el seu interior una cavitat que sovint es denomina fossa ilíaca.

## Anatomia
La cresta ilíaca és més estreta cap al centre que en els extrems i acaba en l'espina ilíaca antero-superior i posterior. La superfície de la cresta ilíaca és àmplia i es pot dividir en un llavi lateral o extern i un llavi medial o intern i entre aquesta, una línia intermèdia.
A uns 5 cm darrere de l'espina ilíaca antero-superior es troba una prominència sobre el llavi extern, coneguda com el tubercle ilíac (tuberculum iliacum). Cap al llavi extern s'insereixen els músculs tensor de la fascia lata, obliqu major de l'abdomen i el múscul dorsal ample. La fascia lata, que és l'aponeurosi profunda de la cuixa, corre l'extensió de la cresta ilíaca fins a arribar al múscul obliqu menor de l'abdomen.
Sobre el llavi intern de la cresta ilíaca s'insereixen els músculs transvers de l'abdomen, quadrat lumbar, sacroespinal i el psoasilíac.

## Importància clínica
La cresta ilíaca té una important quantitat de medul·la òssia, fins i tot en l'adult, de manera que és un punt freqüent d'extracció de mostres de cèl·lules mares per als trasplantament de medul·la òssia. El punt més alt de la cresta ilíaca és el lloc on es correspon el cos de la quarta vèrtebra lumbar (L4), just per sobre o per sota del qual es realitza la punció lumbar. La cresta ilíaca és la major font de l'empelt ossi utilitzada en cirurgia maxil·lofacial, tant ´d'os esponjós com d'os cortico-esponjós.

## Galeria

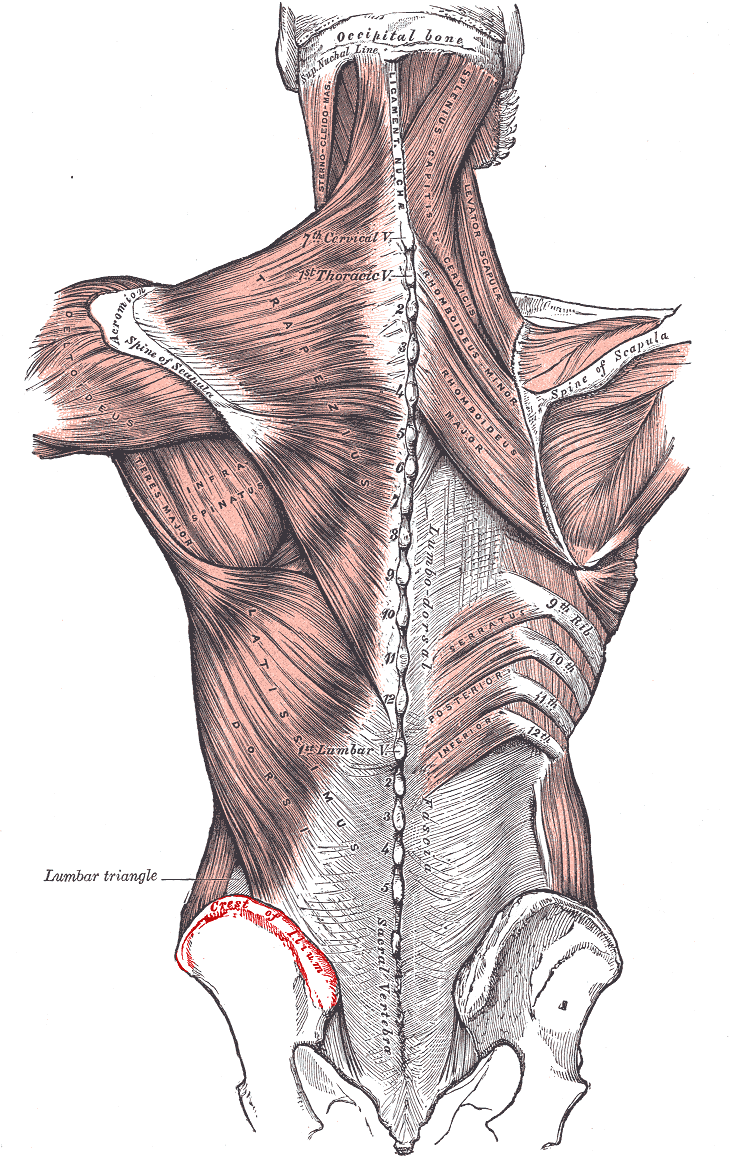
Músculs que connecten l'extermitat superior a la columna vertebral. La cresta ilíaca està remarcada de rmell viu.
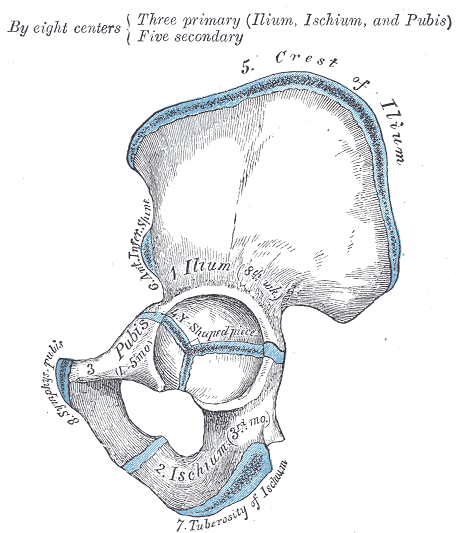
Plans de l'os del maluc amb la cresta ilíaca en blau i a dalt.
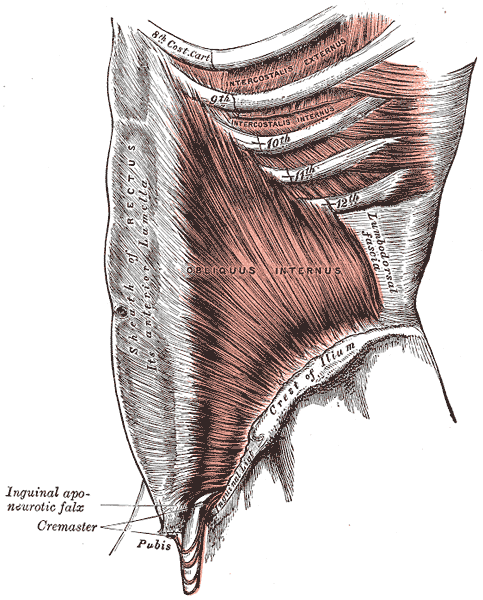
Inserció del múscul transvers de l'abdomen sobre la cresta ilíaca.
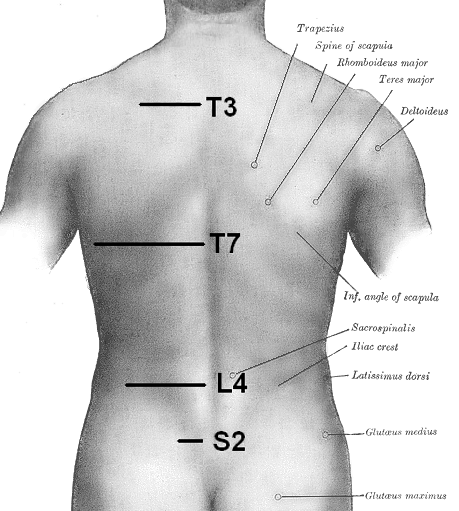
Orientació d'algunes vèrtebres amb la cresta ilíaca, deliniada a la dreta.